# Saint-Sulpice-des-Rivoires
Saint-Sulpice-des-Rivoires è un comune francese di 447 abitanti situato nel dipartimento dell'Isère della regione dell'Alvernia-Rodano-Alpi.

## Società

### Evoluzione demografica
Abitanti censiti